# Lontov
Lontov (em húngaro: Lontó) é um município da Eslováquia, situado no distrito de Levice, na região de Nitra. Tem 15,06 km² de área e sua população em 2018 foi estimada em 669 habitantes.

## Demografia
| Ano:        | 1994 | 2004   | 2014   | 2024   |
| ----------- | ---- | ------ | ------ | ------ |
| Broj ljudi: | 652  | 680    | 698    | 661    |
| Razlika:    |      | +4,29% | +2,64% | -5,30% |

| Ano:               | 2023 | 2024   |
| ------------------ | ---- | ------ |
| Número de pessoas: | 657  | 661    |
| Diferença:         |      | +0,60% |